# Three (telefonia)
Hutchison 3G Enterprises S.A.R.L., conhecida como Hutchison 3G (sigla H3G) e operando sob a marca 3 (Three), é uma empresa global sob o qual várias redes de telefonia celular e fornecedores de acesso à Internet baseados em UMTS operam em Hong Kong, Macau, Áustria, Austrália, Dinamarca, Indonésia, Irlanda, Itália, Suécia e Reino Unido.

## História
A marca 3 (Three) foi fundada em 2003 em Hong Kong.
Todas as empresas da rede 3 são subsidiárias integrais da CK Hutchison Holdings (anteriormente Hutchison Whampoa), mas a estrutura de propriedade varia. A CK Hutchison Holdings possui participação majoritária direta de seis redes através do 3 Group Europe, incluindo Áustria, Dinamarca, Itália, Irlanda, Suécia e Reino Unido. A Hutchison Telecommunications Hong Kong Holdings opera as redes em Hong Kong e Macau, enquanto o Hutchison Asia Telecom Group opera a rede na Indonésia. Todas as redes da Three fornecem serviço 4G (LTE) e 3G (W-CDMA);  alguns também operam redes 2G e outros fornecem serviço 4.5G.
A Hutchison Whampoa não possui mais uma licença 3G em Israel, que era anteriormente operada sob a marca Orange (agora Partner Communications Company) e na Noruega, onde uma licença não utilizada anteriormente era detida pela 3 Scandinavia.
A partir de 2018, foram totalizados mais de 130 milhões de clientes registrados no mundo.

## Operações

### Ativo[1]
- 3 Hong Kong
- 3 Macau
- Three UK
- Drei Austria
- Tri Indonesia
- Three Ireland
- 3 Italia
- 3 Denmark
- Three Sweden

### Desativado
- Three Australia